# 比悲傷更悲傷的故事：影集版
《比悲傷更悲傷的故事：影集版》（英語：More Than Blue: The Series）是臺灣電視劇，改编自韓國電影以及臺灣的同名改編電影。由林孝謙、莊淳淳監製，謝沛如執導，王淨、范少勳、邵雨薇、王柏傑、曾少宗、姚以緹領銜主演。2021年10月22日在Netflix全球首播。

## 劇情簡介
E Shine唱片公司的製作人王柏瀚（王柏傑飾）和下屬安以琪（邵雨薇飾）嘗試追查一首歌的版權在誰手上。王柏翰知道作曲人Ｋ（范少勳飾）三年前因血癌過世了，聽說作詞人Cream（王淨飾）也不在人間了。他們得知K把一部分遺物交給攝影師Cindy（姚以緹飾），安以琪在Cindy的工作室裡找到了K留下的日記，由此得知他們的故事。
K的父親患有血癌，母親因為承受不了照顧病人的壓力而離去。K 16歲時，父親開車撞死三個人，沉重的自責感和龐大的賠償金壓得K和父親喘不過氣，父親因此病情惡化離世，此時K發現自己也患了血癌。Cream的父母和妹妹都死於那場車禍，她出於報復心理設法接近K，卻發現K也失去了父母，這兩個高中生逐漸理解對方的悲傷，視對方為最親密的人，像家人一樣住在一起。
大學畢業後，K進入唱片公司，開始作曲， Cream為他填詞，他們的作品受到歌手Bonie（蔡嘉茵飾）賞識。K雖然喜歡Cream，但自知不久於人世，決定隱瞞病情，努力扮演家人的角色，並且將自己的牙醫師楊祐賢（曾少宗飾）介紹給Cream。楊祐賢和女友Cindy的關係正好處於低潮，K懇求Cindy放手，交換條件是當她下一次創作的模特兒。Cream跟楊祐賢相戀並走上紅毯，不久Ｋ過世了，Cream為他辦完葬禮便不知去向。
王柏瀚與安以琪解決了版權問題，同時得知了故事的另一半。
在追查版權的過程中，王柏瀚發現安以琪獨自撫養一個有先天心臟病的兒子，她付出所有心力照顧孩子，最後還是失去了他。柏瀚為以琪感到不捨，K和Cream為彼此的犧牲讓柏瀚了解，愛不應該等待。

## 演員列表

### 領銜主演
| 演員   | 角色            | 介紹 | 登場集數 |
| 范少勳 | 張哲凱（K）     | 高中時期，因為父親罹患絕症，再加上撞死人的車禍賠償金，哲凱一家陷入經濟深淵，全家分崩離析，父親因病離世後，母親得知哲凱也患了血癌，因此再也承受不了龐大的壓力，選擇拋棄他離去，哲凱的人生從此像是輪軸卡死停止轉動，從此陷入冰冷與孤獨。 | 全劇     |
| 王淨   | 宋媛媛（Cream） | 因為一場車禍帶走了媛媛所有家人，媛媛一度以為全世界都遺棄了自己。自從知道害死家人的兇手有個和她同齡、叫做張哲凱的兒子後，媛媛決定轉學到哲凱的學校，想要報復，卻發現哲凱過得沒有比她好到哪去，甚至和她一樣孤獨。                         | 全劇     |
| 王柏傑 | 王柏瀚          | A-Lin的製作人 | 全劇     |
| 邵雨薇 | 安以琪          | 單親媽媽，可樂的媽媽。 | 全劇     |
| 曾少宗 | 楊祐賢          | 知名牙醫師，Cindy男友 | 3-10     |
| 姚以緹 | 余晨曦（Cindy） | 知名攝影師，楊祐賢女友 | 全劇     |

### 主要演員
| 演員   | 角色             | 介紹                                                                 | 登場集數           |
| 白潤音 | 安可樂           | 10歲，安以琪的兒子，患有先天性心臟病，最後一次的手術後搶救失敗死亡。 | 1-7,9              |
| 馬念先 | 吉哥             | 小貓女的男友                                                         | 1,4-5,6（聲音）-10 |
| 蔡嘉茵 | 小貓女（Bonnie） | 知名女歌手，也是Cream的好朋友。                                      | 4-5,7-10           |
| 袁艾菲 | 宮莉娜（黃淑惠） | 知名女演員，柏瀚的前女友                                             | 1,6,8-9            |

### 特別演出
| 演員  | 角色           | 介紹                                             | 登場集數 |
| A-Lin | A-Lin          | 著名天后級歌手，為新專輯尋找靈感，向王柏翰求助。 | 1,6,8-10 |
| 陳妤  | 陳賢安（小乖） | Cindy的攝影助理，富有敏銳的洞悉觀察能力。        | 1,8-10   |

### 其他演員
| 演員   | 角色     | 介紹                                                    | 登場集數           |
| 邱志宇 | 奧斯卡   | E SHINE唱片部員工，王柏瀚的助理之一，也是安以琪的同事。 | 1,4,7,9（聲音）-10 |
| 季諾   |          | 7歲，幼年時的安可樂。                                   | 4                  |
| 李冠毅 | 阿邦     | K的好友兼同事                                           | 1,3（聲音）-5,7-10 |
| 吳昆達 | 張昆成   | K的父親                                                 | 1-2                |
| 張詩盈 | 曾又霞   | K的母親                                                 | 1（聲音）-2,7,10   |
| 陳雪甄 | 媛媛姑姑 | Cream的姑姑                                             | 1-2                |
| 王可元 | 蘇國培   | K高中時期的很要好的同學。                               | 1-3                |
| 邱昊奇 | 賴俊介   | 安以琪大學時期交往的前任男朋友，也是安可樂的親生父親。  | 3                  |
| 魯文學 | 楊耀隆   | 楊祐賢的父親，將牙醫事業交棒給兒子後就退休。            | 3-5,7,10           |
| 安哲   | 任廣     | 已婚，Cindy的前男友                                     | 3                  |

### 客串演員
| 演員     | 角色       | 介紹                | 登場集數    |
| 楊震震   | 小吳       |                     | 1           |
| 王靖江   | 老吳       |                     | 1,3         |
| 柯恩     | 陳奕德     | 醫師                | 1-2,4-5,7-8 |
| 鍾岳純   | 班導       |                     | 1-2         |
| 施捷睿   | 員工       | POP HIT員工         | 1           |
| 邱佳萱   | 員工       | POP HIT員工         | 1           |
| 洪喬喬   | 同事       | E-SHINE同事         | 1,7-9       |
| 廖菁菁   | 同事       | E-SHINE同事         | 1,7-9       |
| 譚善謙   | 同事       | E-SHINE同事         | 1,7-9       |
| 張漠     | 同事       | E-SHINE同事         | 1,7-9       |
| 李孟學   | 同事       | E-SHINE同事         | 1,7-9       |
| 王孝元   | 同事       | E-SHINE同事         | 1,7-9       |
| 張真誠   | 主任       | 學校主任            | 1           |
| 陳家倚   | 助理       | A-Lin助理           | 1,6,10      |
| 陳坤泉   | 媛父       | Cream的父親         | 1,8         |
| 陳雅慧   | 媛母       | Cream的母親         | 1,8         |
| 何潔柔   | 媛妹       | Cream的妹妹         | 1,8         |
| 傅潔惠   | 警察       | 警察                | 2           |
| 簡驥     | 警察       | 警察                | 2           |
| 張之瀚   | 警察       | 警察                | 2           |
| 林耕霆   | 警察       | 警察                | 2           |
| 李芸嬋   | 警察       | 警察                | 2           |
| 林韋君   | 護理師     | 婦產科護理師        | 2（聲音）   |
| 范姜泰基 | 張母男友   | K的母親之男友       | 2           |
| 吳禹岑   | 媛父小三   | Cream的父親之小三   | 2           |
| 李英宏   | 謝醫生     | 承恩醫院醫生        | 2-3,7       |
| 王如茵   | 曉庭       | 蘇國培的補習班同學  | 3           |
| 宋子揚   | 告白帥哥   | 跟Cream告白         | 3,8         |
| 徐靖雯   | Kelly      |                     | 3           |
| 曾菀貞   | 護士       | 地方醫院護士        | 4           |
| 謝礎安   | 小男孩     |                     | 4           |
| 吳培基   | 李伯伯     |                     | 4           |
| Zsolt    | 外籍人士   |                     | 4           |
| 方亭     | 友人       | Cindy友人           | 4           |
| 高詩婷   | Jessica    | Cindy友人           | 4           |
| 何欣旅   | 友人       | Cindy友人           | 4           |
| 鄭士祿   | 音樂製作人 | Bonnie的音樂製作人  | 4,8         |
| 葉靜涵   | 相親對象   | 楊祐賢的相親對象    | 5           |
| Owen     | Johnson    | M&L國際攝影大賽評審 | 5           |
| 陳詠涵   | Amber      | 攝影師              | 5           |
| 許逸聖   | 導演       | 試鏡導演            | 6           |
| 陳賢箴   | 工作人員   | 試鏡工作人員        | 6           |
| 饒玉宇   | 參觀者     | M&L參觀者           | 5           |
| 張可韓   | 參觀者     | M&L參觀者           | 5           |
| 楊立行   | 北野       | 日本攝影師          | 5           |
| 黃媛恩   | 友人       | Johnson友人         | 5           |
| Ric      | 友人       | Amber友人           | 5           |
| 唐涵     | 老闆娘     | 民宿老闆娘          | 6           |
| 朱台鳳   | 主護       | 主護護理師          | 7           |
| 賴文昱   | 安父       | 安以琪的父親        |             |
| 邵玉蘭   | 安母       | 安以琪的母親        |             |
| 戴昆憲   | 許導       | 導演                | 6,9         |
| 蘇啟文   | 樂手       | Mini Concert 樂手   | 10          |
| 黃聖良   | 經紀人     | Cindy經紀人         | 8-9         |
| 溫彥婷   | 店員       | 婚紗店員            | 7           |
| 石益珍   | 祐賢母     | 楊祐賢的母親        | 7-8         |
| 趙子賢   | 牧師       |                     | 7-8         |
| 趙逸     | 男伴       | Cindy男伴           |             |
| MARC     | 男伴       | Cindy男伴           |             |
| 蘇小斐   | 藥劑師     |                     | 8           |
| 羅宏任   | 律師       |                     | 9           |
| 鄭偉柏   | 訪問者     |                     | 9           |
| 田依甯   | 工作人員   | 女工作人員          |             |
| 郭振揚   | 工作人員   | 男工作人員          |             |
| 李皓偉   | 醫護人員   |                     | 9           |
| 張倍豪   | 醫生       | 醫生                | 9           |
| 王昱翔   | 醫生       | 醫生                | 9           |
| 方語晴   | 記者       | 記者                | 9           |
| 陳宥儒   | 記者       | 記者                | 9           |
| 李宛儒   | 李宛儒     | 新聞主播            | 9           |
| 許惠盈   | 服務生     |                     | 9           |
| 侯莘容   | 護士       |                     | 10          |
| 余銳     | 外送員     | 年輕外送員          | 10          |
| 陳柏彰   |            | 替身演員            |             |
| 湯明憲   |            | 替身演員            |             |
| 劉維琳   |            | 替身演員            |             |

## 電視劇歌曲
| 曲序 | 曲目                             |                | 作曲   | 演唱   |
| ---- | -------------------------------- | -------------- | ------ | ------ |
| 1.   | 最悲傷的事（主題曲）             | 林孝謙         | 陳建騏 | A-Lin  |
| 2.   | 與海無關（片頭曲）               | 潘雲安         | 潘雲安 | 告五人 |
| 3.   | 你不屬於我（片尾曲）             | 林孝謙         | 周興哲 | 周興哲 |
| 4.   | Mr. and Mrs. Hello（插曲）       | 馬念先         | 馬念先 | 馬念先 |
| 5.   | 憑什麼（插曲）                   | 黃霆睿、吳易緯 | 黃霆睿 | 黃霆睿 |
| 6.   | First Poem（插曲）               | 蔡柏璋         | 羅恩妮 | 黃奕儒 |
| 7.   | 藍色的你（插曲）                 | 林忠諭、方奎棠 | 林忠諭 | 宇宙人 |
| 8.   | 喜歡本來就是一個人的事情（插曲） | 白安           | 白安   | 白安   |
| 9.   | 讓我擁抱所有的悲傷（插曲）       | 黃奕儒         | 黃奕儒 | 黃奕儒 |
| 10.  | 白色（插曲）                     | 白安           | 白安   | 白安   |

## 每集列表
| 集數 | 標題       | 上線日期       |
| ---- | ---------- | -------------- |
| 1    | 日記       | 2021年10月22日 |
| 2    | 留下來的人 | 2021年10月22日 |
| 3    | K & Cream  | 2021年10月22日 |
| 4    | 永遠       | 2021年10月22日 |
| 5    | 成全       | 2021年10月22日 |
| 6    | 擱淺       | 2021年10月22日 |
| 7    | 變奏       | 2021年10月22日 |
| 8    | Cream & K  | 2021年10月22日 |
| 9    | 殘局       | 2021年10月22日 |
| 10   | 彼岸       | 2021年10月22日 |

## 大事記
- 2020年7月18日，正式舉行開鏡儀式，該電視劇計畫拍攝10集，製作費用為新台幣1.8億元，主要演員王淨、范少勳、曾少宗、馬念先、蔡嘉茵、白潤音皆有出席。[3]
- 2020年9月22日，舉行卡司發佈記者會。釋出官方首波片花。[4]
- 2021年10月22日，Netflix全球首播。

## 獎項
| 年度   | 頒獎單位     | 獎項名稱                   | 入圍者                         | 結果 |
| 2022年 | 第57屆金鐘獎 | 迷你劇集獎                 | 《比悲傷更悲傷的故事》         | 提名 |
| 2022年 | 第57屆金鐘獎 | 迷你劇集／電視電影導演獎   | 謝沛如                         | 獲獎 |
| 2022年 | 第57屆金鐘獎 | 迷你劇集／電視電影編劇獎   | 呂安弦、陳佩妏、費工怡、蔡芳紜 | 提名 |
| 2022年 | 第57屆金鐘獎 | 迷你劇集／電視電影男主角獎 | 王柏傑                         | 提名 |
| 2022年 | 第57屆金鐘獎 | 迷你劇集／電視電影男主角獎 | 范少勳                         | 提名 |
| 2022年 | 第57屆金鐘獎 | 迷你劇集／電視電影女主角獎 | 邵雨薇                         | 提名 |
| 2022年 | 第57屆金鐘獎 | 迷你劇集／電視電影男配角獎 | 白潤音                         | 獲獎 |
| 2022年 | 第57屆金鐘獎 | 迷你劇集／電視電影男配角獎 | 曾少宗                         | 提名 |
| 2022年 | 第57屆金鐘獎 | 迷你劇集／電視電影女配角獎 | 姚以緹                         | 提名 |

## 外部連結
- 在Netflix上觀看《比悲傷更悲傷的故事：影集版》
- 互联网电影数据库（IMDb）上《比悲傷更悲傷的故事：影集版》的资料（英文）